# 小行星7244
小行星7244（英語：7244 Villa-Lobos）是一颗围绕太阳公转的小行星。1991年8月5日，艾瑞克·怀特·埃尔斯特在拉西拉天文台发现了此天体。
这颗小行星的绝对星等为186.2651938100799等。